# Soers
Die Soers [zøːɐ̯s] ist eine Landschaft in Aachen, die in Teilen zum Stadtbezirk Aachen-Mitte, aber mehrheitlich zum Stadtbezirk Laurensberg gehört. Der auch heute ländlich geprägte Ortsteil erstreckt sich vom stadtauswärts gelegenen Abhang des Lousbergs und des Müschparks in Richtung Norden. Die Soers ist ein Feuchtgebiet, das von mehreren Bächen entwässert und vom Wildbach durchflossen wird, welcher hier in die Wurm mündet. Am nördlichen Ende der Soers verlässt diese als einziger Abfluss das Aachener Becken. Damit ist die Soers mit rund 140 Meter über NHN auch der tiefste Teil des Aachener Talkessels und wird geprägt durch fruchtbaren Lößboden, welcher vor etwa 13.000 Jahren an die Nordflanke des Lousbergs angeweht wurde.

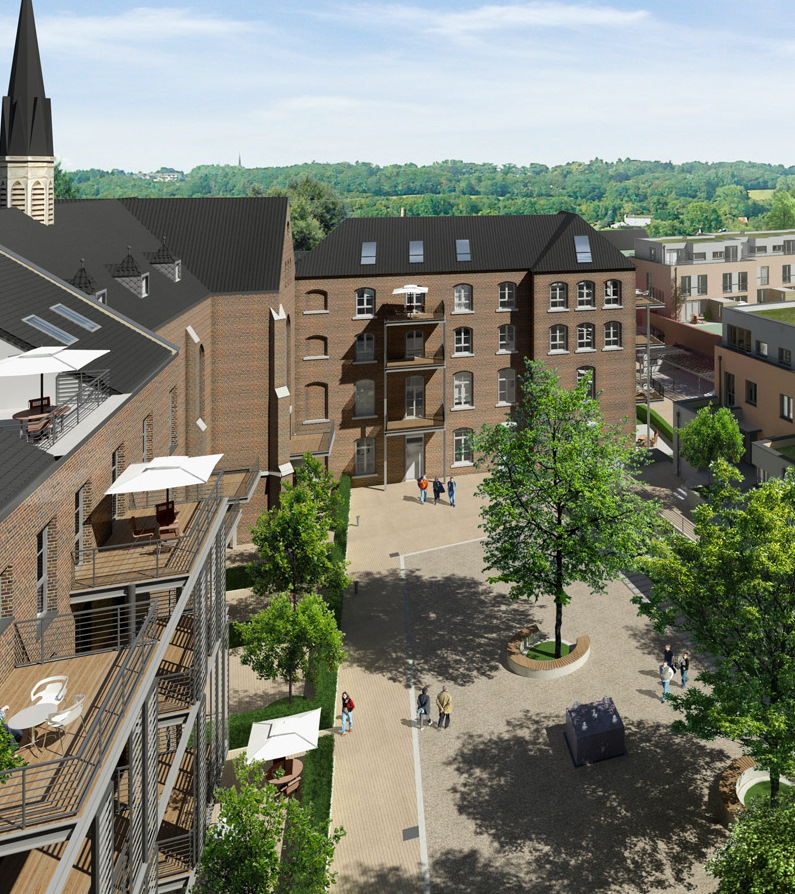
Kloster St. Raphael und Raphaelshöfe

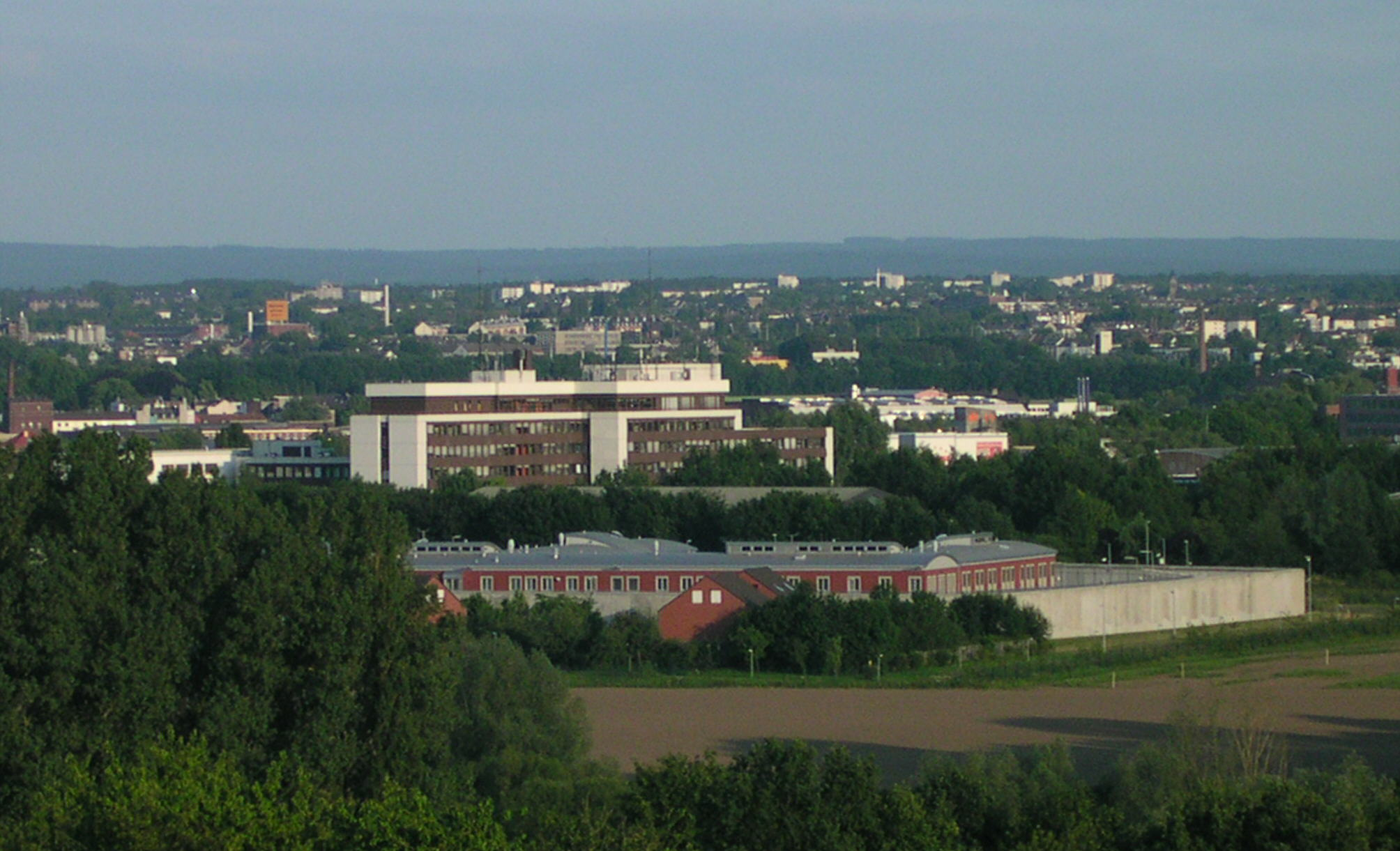
Ehemaliges Polizeipräsidium und JVA

Bekannt ist die Soers vor allem durch den alten Tivoli, das ehemalige Fußballstadion von Alemannia Aachen, welches seinen Namen nach dem ehemaligen Gut Tivoli erhielt, dem Kloster St. Raphael sowie in früheren Zeiten durch die zahlreichen Mühlenbetriebe, die als Getreide-, Öl- oder Walkmühlen ihren Dienst versahen, bzw. als Färbereien, Kratzen- und Tuchfabriken dienten.
Nachdem bereits im frühen 20. Jahrhundert vor allem die Familie Talbot, Inhaber der Waggonfabrik Talbot, ganze Siedlungshäuser im gehobenen Stil im Bereich der heutigen Straße Talbothof für ihre höher dotierten Angestellten errichten ließ, führten die großen unbebauten Flächen sowie die verkehrsgünstige Lage an der Autobahn A 4 in den letzten Jahren zu weiterer Bebauung. Errichtet wurde unter anderem das ehemalige Aachener Polizeipräsidium (Umzug Anfang 2019 nach Aachen-Forst) und – in zwei Bauabschnitten – die Aachener Justizvollzugsanstalt sowie das Aachener Finanzamt.
Die Soers gehört zu den wenigen Ortsnamen im Deutschen, die immer mit Artikel benutzt werden.

## Sportpark Soers

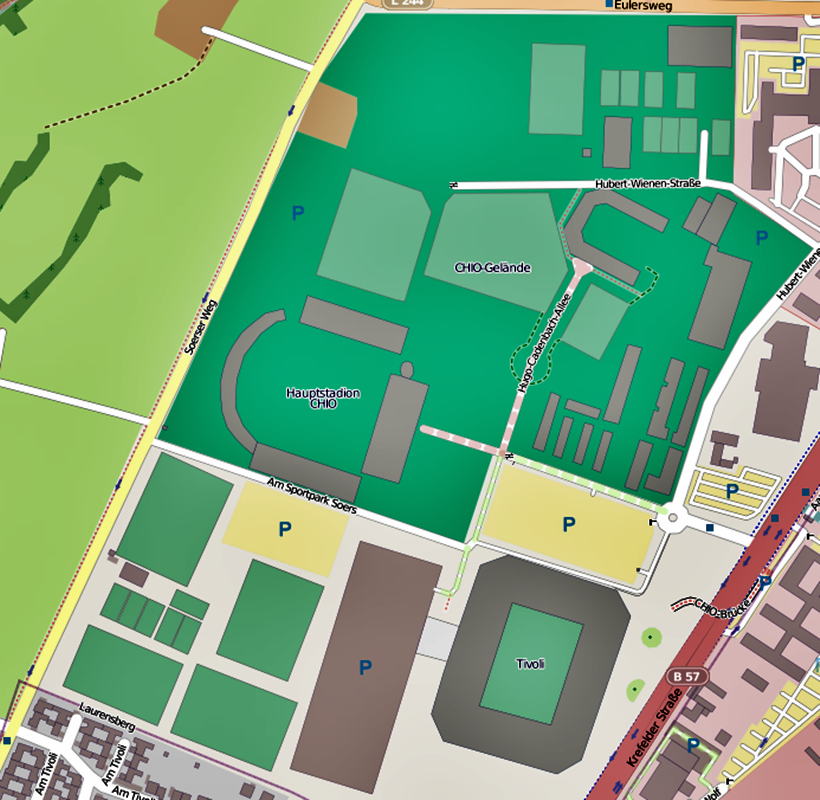
Lageplan des Sportpark Soers

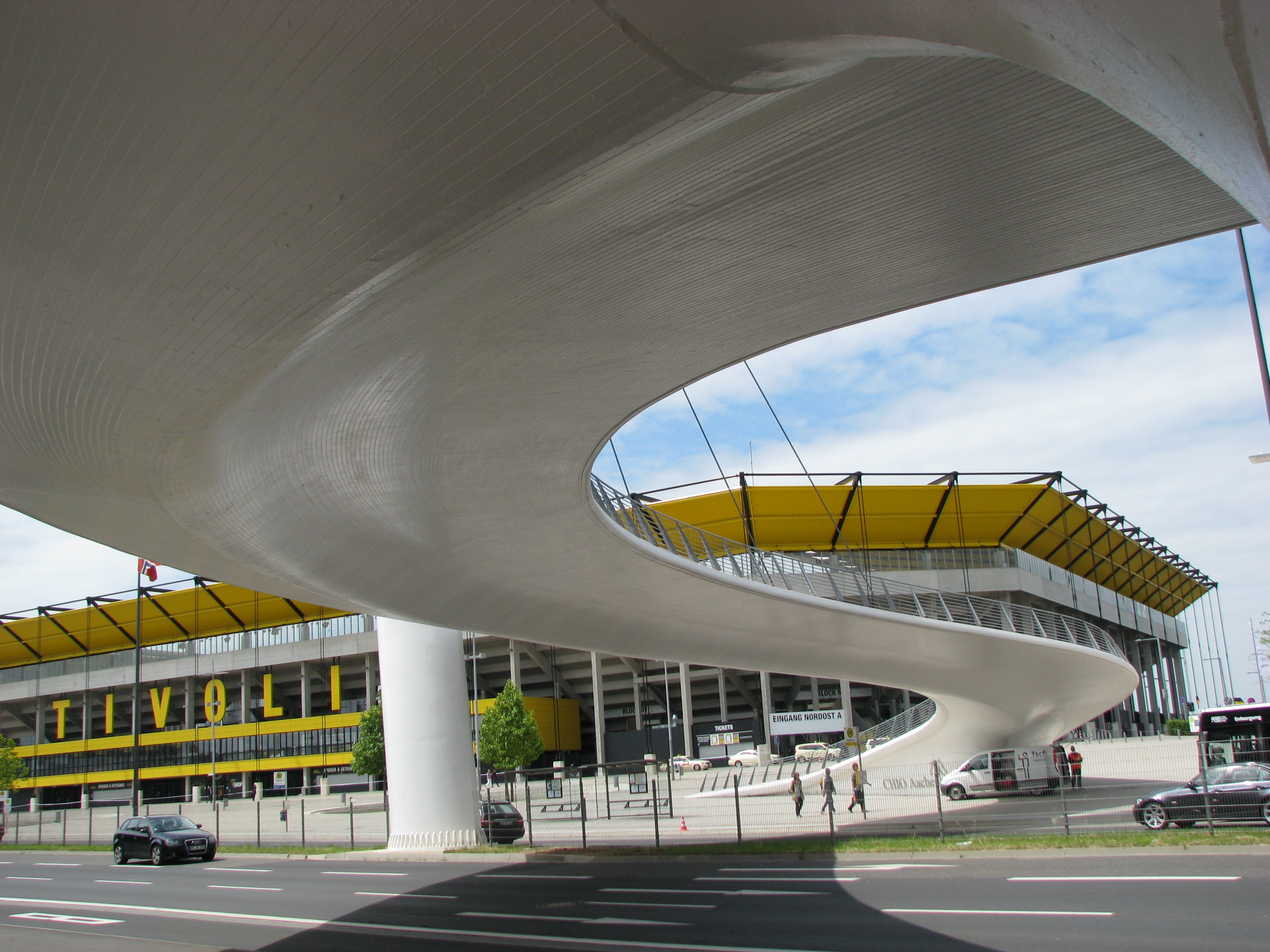
B57 – CHIO-Fußgängerbrücke

Die Stadt Aachen, der Aachen-Laurensberger Rennverein (Pferdesport und Veranstalter des CHIO) und Alemannia Aachen verabschiedeten ein integriertes Veranstaltungs- und Flächenmanagement für einen Sportpark Soers. Ein Großteil der Sportstätten, darunter Parkplatz- und Grünflächen, werden gemeinsam genutzt. Der Sportpark liegt zwischen der Krefelder Straße (B 57), dem Eulersweg und dem Soerser Weg und ist verkehrsgünstig und ohne Umweltzonen-Plakette über die Autobahn A4 und die B 57 zu erreichen.
Mit den Buslinien 30, 51 und 151 ist der Sportpark Soers über die gleichnamige Bushaltestelle an den öffentlichen Personennahverkehr angeschlossen. Zusätzlich verkehren in den Nächten vor Samstagen sowie Sonn- und Feiertagen die Nachtexpresslinien N6 und N9. An Veranstaltungstagen setzt die ASEAG in der Regel zahlreiche Zusatzbusse ein, um eine reibungslose An- und Abreise zu gewähren.
Folgende Sportstätten und Gebäude zählen derzeit zum Sportpark:
- Tivoli
- Reitstadion
- Deutsche Bank Stadion
- Albert-Vahle-Halle
- 100’5 Arena (vormals Tivoli Eissporthalle)
- Kunstrasenplatz „Alkmaar“
- Sportanlage des PTSV Aachen[6]
- Hockey-Sportanlage Soers des Aachener Hockey-Clubs
- Trainingsplätze
- Parkhaus Tivoli[7]
- CHIO-Fußgängerbrücke[8]

## Zukunft
Da die Sporthalle Neuköllner Straße den Auflagen der Volleyball-Bundesliga nicht entspricht, plant der PTSV in Zusammenarbeit mit dem ALRV eine Multifunktionshalle auf dem Gelände des ehemaligen Polizeipräsidiums im Sportpark Soers zu errichten. Die Stadt Aachen beabsichtigt u. a. den Abriss der Eissporthalle und den Bau einer Multifunktionssporthalle mit einem Fassungsvermögen von lediglich 3.000 Zuschauern. Außerdem möchte der ALRV anstelle der Albert-Vahle-Halle eine neue Reithalle errichten und die Alemannia mehr Trainingsplätze für die Jugend- und Damenmannschaften haben.